# 雷恆 (光緒進士)
雷恒（?—?），字見吾，江西省新建縣人，清朝官员、同進士出身。
光緒三十年，會試第194名，登甲辰恩科進士三甲46名，改翰林院庶吉士，未散館，以辦學務授檢討。